# 孔徑角

薄透鏡的焦距為 ，孔徑直徑為 ，孔徑角為 。

一個透鏡的孔徑角是從焦點朝著透鏡望去，孔徑所佔的角度 {\displaystyle a\,\!} ：
{\displaystyle a=2\arctan \left({\frac {D}{2f}}\right)\,\!} ；
其中，{\displaystyle f\,\!} 是焦距，{\displaystyle D\,\!} 是孔徑的直徑。

## 數值孔徑
在一個折射率接近 1 的介質裏，像在空氣裏，孔徑角大約是透鏡的數值孔徑 (numerical aperture) 的兩倍。
在空氣裏，數值孔徑 {\displaystyle \mathrm {NA} \,\!} 是：
{\displaystyle \mathrm {NA} =\sin a/2=\sin \arctan \left({\frac {D}{2f}}\right)\,\!} 。
假設小孔徑， {\displaystyle D<f\,\!} ，用傍軸近似 (paraxial approximation) ，可以得到
{\displaystyle \mathrm {NA} \approx a/2\,\!} 。

## 參閱
- 焦比